# Naziha Salim

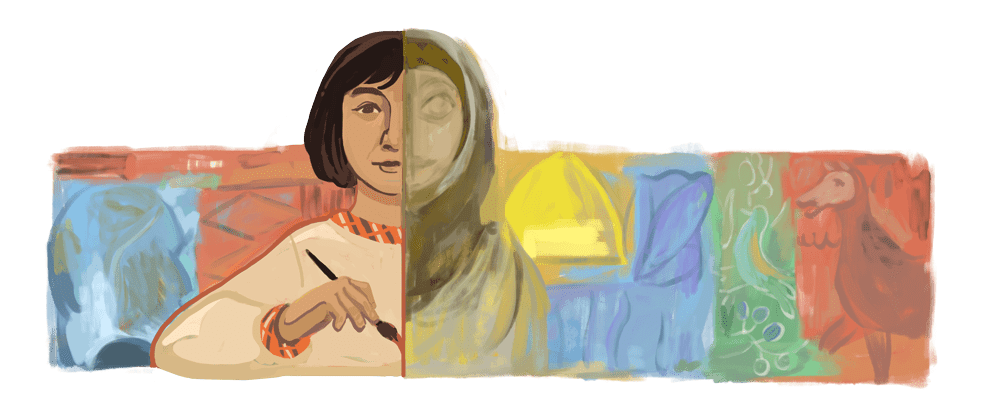
Naziha Salim

Naziha Selim Al Yamin (arabisch نزيهة سليم, DMG Nazīha Salīm; * 1927 in Istanbul, Türkei; † 15. Februar 2008 in Bagdad, Irak) war eine irakische Malerin, Hochschullehrerin und Autorin. Sie war eine der ersten irakischen Frauen, die ein Stipendium für ein Kunststudium im Ausland erhielten.

## Leben und Werk

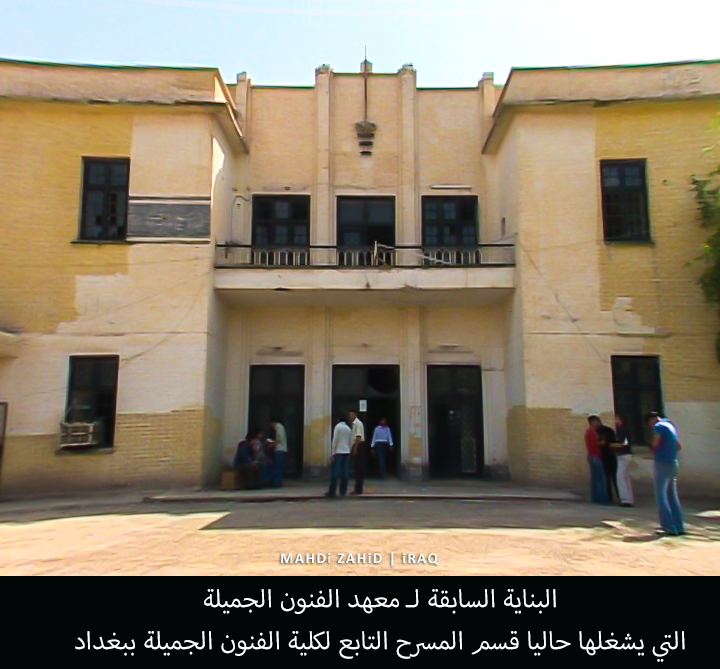
Das ehemalige Gebäude des Institute of Fine Arts. Foto aus dem Dokumentarfilm The Giants Institute unter der Regie von Mahdi Zahid 2007

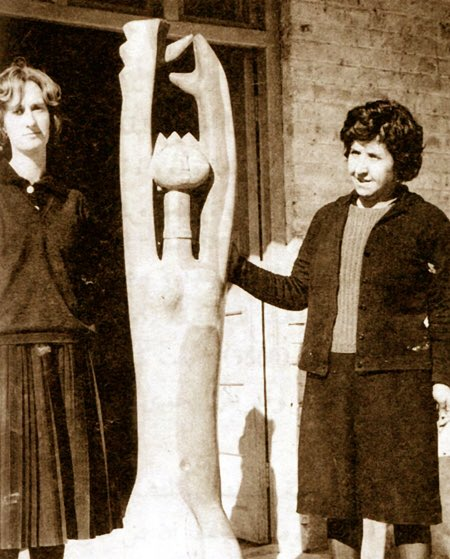
Die Mutterschaftsstatue von Jawad Selim zwischen seiner Schwester Naziha Selim Al Yamin und seiner Frau Lorna Selim. Institut für Bildende Kunst. Bagdad 1961

Salim war die Tochter des irakischen Malers Mohammed Hajji Selim und einer Stickereikünstlerin. Als sie geboren wurde, war ihr Vater Offizier in der osmanischen Armee und in Ankara stationiert. Sie kehrte mit ihrer Familie in den 1920er Jahren nach Bagdad zurück. Ihr Bruder Jawad Saleem gilt als einer der prominentesten Bildhauer des Irak.
Salim studierte Malerei am Baghdad College of Fine Arts und schloss dort mit Auszeichnung ab. Sie erhielt als eine der ersten Frauen ein Stipendium, um ihre Ausbildung in Paris an der École nationale supérieure des beaux-arts de Paris fortzusetzen. In Paris spezialisierte sie sich auf Fresken- und Wandmalerei und studierte bei dem französischen Künstler Fernand Léger. Nach ihrem Abschluss dort 1951 verbrachte sie mehrere Jahre im Ausland, wo sie mit einem einjährigen Stipendium in der Deutschen Demokratischen Republik mit den Schwerpunkten Kinderbuchillustration und Kindertheater studierte.
Sie kehrte nach Bagdad zurück und unterrichtete bis zu ihrer Pensionierung 1981 als Professorin am Baghdad College of Fine Arts. Sie war in der irakischen Kunstszene aktiv und eines der Gründungsmitglieder von Al-Ruwwad, einer Gemeinschaft von Künstlern, die im Ausland europäische Kunsttechniken studierten. Mit den Künstlern Shaker Hassan Al Said, Muhammad Ghani Hikmat und Jawad Selim gründete sie 1953 The Baghdad Modern Art Group und die Iraqi Plastic Artists Association. 1982 fand im National Museum of Modern Art in Bagdad eine umfassende Hommage-Ausstellung für ihre Arbeit statt.
Nach einem Schlaganfall 2003 starb sie 2008 im Alter von 81 Jahren in Bagdad.
Viele ihrer Werke wurden nach der US-Invasion im Irak im Jahr 2003 aus dem irakischen Museum im Saddam Art Center gestohlen. Salim veröffentlichte ein Buch über die Zeitgenössische Kunst im Irak, welches eine wichtige Informationsquelle über die frühe Entwicklung der irakischen Bewegung für moderne Kunst darstellt.

## Anerkennung
Der emiratische Kunstsammler Sultan Soud Al-Qassemi erwarb ihre Arbeiten, um der geschlechtsspezifischen Voreingenommenheit in der arabischen Kunst entgegenzuwirken, und stellte diese 2019 in einer Ausstellung im Sharjah Art Museum in der Stadt Sharjah in den Vereinigten Arabischen Emiraten aus. Ihre Gemälde Space Exploration/Universe (1973) und Ambulante Klinik (1958) befinden sich jetzt in der Sammlung der Barjeel Art Foundation.
Am 23. April 2022 wurde ihr das Google Doodle Naziha Salim gewidmet.